# Memoria implícita
En psicología cognitiva la memoria implícita es un tipo de memoria en la que las experiencias previas ayudan en la ejecución de una tarea, sin que exista una percepción consciente de la existencia de esas experiencias. Las evidencias de la existencia de este tipo de memoria surgen del concepto de priming o primado, un proceso por el que los sujetos muestran una mejora en la ejecución de tareas para las que han sido subconscientemente preparados. La memoria implícita también provoca el fenómeno conocido como "efecto de ilusión de verdad", que sugiere que los sujetos se muestran más inclinados a calificar como verdaderos aquellos enunciados que ya han oído anteriormente, independientemente de su veracidad. En la vida diaria la memoria implícita se manifiesta en forma de memoria procedimental, el tipo de memoria que permite recordar el modo en que se realizan actividades como anudarse los cordones de los zapatos o montar en bicicleta sin necesidad de pensar conscientemente sobre cómo realizar estas actividades. Las investigaciones en materia de memoria implícita indican que esta opera a través de procesos mentales diferentes a los que rigen los mecanismos de funcionamiento de la memoria explícita.
El estudio avanzado de la memoria implícita comenzó solo hace unas décadas. Muchos de estos estudios se centran en el efecto de la memoria implícita conocido como priming. Este tipo de memoria opera de forma automática, y no puede expresarse verbalmente.

## Efecto "Ilusión de verdad"
El efecto «ilusión de verdad» establece que una persona tiende a considerar como ciertos con más facilidad aquellos enunciados que le resultan familiares. En un experimento realizado en el año 1977, se les solicitó a los participantes que leyeran 60 enunciados plausibles cada dos semanas, y que los calificaran basándose en su validez. Una parte de estos enunciados (algunos de ellos verdaderos y otros falsos) se presentó en más de una ocasión a lo largo de diferentes sesiones. Los resultados mostraron que los participantes se mostraban más propensos a calificar como verdaderos aquellos enunciados que ya habían oído previamente (incluso en los casos en los que no recordaban conscientemente haberlos oído), independientemente de su validez real.
Dado que el efecto de ilusión de verdad tiene lugar sin que medie el conocimiento explícito y consciente, se considera un resultado directo de la acción de la memoria implícita. Algunos participantes calificaron como verdaderos los enunciados que ya habían oído con anterioridad incluso en los casos en que previamente se les había dicho que eran falsos. El efecto de ilusión de verdad muestra en cierta medida los peligros potenciales de la memoria implícita, en cuanto a su capacidad para provocar decisiones inconscientes acerca de la veracidad de un enunciado determinado.

## Memoria procedimental
La memoria procedimental es una forma de memoria implícita que se usa habitualmente en la vida diaria. Permite desempeñar acciones de forma inconsciente, como por ejemplo, escribir, o montar en bicicleta.
Existe un experimento realizado con dos grupos de personas. Uno de los grupos estaba formado por pacientes de amnesia con un deterioro severo de la memoria a corto plazo, y el otro estaba formado por sujetos sanos. En el experimento se les pidió a los sujetos que resolvieran varias veces la tarea de la Torre de Hanói. El primer grupo mostró el mismo nivel de mejora a lo largo de los sucesivos ensayos que el grupo de los sujetos sanos, incluso a pesar de que sus miembros decían no recordar haber resuelto el puzle con anterioridad. Estos hallazgos sustentan firmemente la idea de que la memoria procedimental es independiente de la memoria declarativa.
En otro experimento se les dio a dos grupos de personas una bebida carbonatada con un sabor determinado. A los miembros del primer grupo se les provocó posteriormente una sensación de mareo, y desarrollaron una aversión condicionada al sabor de la bebida carbonatada, incluso a pesar de haber sido informados de que la sensación de malestar que experimentaban no se debía a la bebida ingerida. Estos resultados muestran que parece existir una memoria procedimental implícita que asocia subconscientemente la enfermedad con el sabor de la bebida.
Es un asunto debatido el hecho de si las actitudes implícitas (esto es, aquellas que se encuentran presentes en los individuos sin que estos sean conscientes de su existencia) pertenecen a la categoría de memoria implícita, o simplemente responden a un acercamiento pragmático a la afirmación del conocimiento. En cierto modo, las actitudes implícitas se aproximan al campo de la memoria procedimental, en la medida en que subyacen a piezas de conocimiento implícitas e inconscientes previamente adquiridas.

## Evidencias a favor de la distinción entre las memorias implícita y explícita
Las evidencias sugieren firmemente que la memoria implícita es claramente diferente de la memoria explícita, y opera a través de procesos cerebrales distintos. Recientemente, el interés se ha centrado en el estudio de estas diferencias, principalmente basándose en la investigación con pacientes amnésicos y el efecto del primado o priming.

### La memoria implícita en pacientes amnésicos
Las pruebas más firmes que sugieren una separación entre memoria implícita y explícita se derivan de los estudios realizados con pacientes amnésicos. Estos pacientes muestran una habilidad normal a la hora de aprender la ejecución de tareas y procedimientos que no reacen bajo los mecanismos de la memoria explícita. Un estudio realizado mostró cómo unos pacientes amnésicos con un deterioro severo de la memoria verbal a largo plazo no mostraron un rendimiento inferior al normal en el aprendizaje de la resolución de la tarea de persecución de rotor. Como sucede en experimentos similares, estos pacientes mostraron un desempeño correcto a pesar de afirmar que no recordaban haber realizado la tarea previamente. Estos resultados indican que los mecanismos que subyacen al funcionamiento de la memoria declarativa a largo plazo no sustentan el funcionamiento de la memoria implícita. Además, los estudios sobre el primado en pacientes amnésicos también revelan la posibilidad de la existencia de una memoria implícita intacta, a pesar de que la memoria explícita se encuentre severamente deteriorada. Por ejemplo, un grupo de pacientes amnésicos mostró un rendimiento de mejora similar al del grupo control en una tarea de completar palabras como resultado del efecto de primado, incluso a pesar de no recordar haber participado en pruebas previas. Este primado tiene lugar sin la participación de la memoria explícita, lo que de nuevo sugiere que ambos tipos de memoria responden a funciones cerebrales diferenciadas.

### Otras evidencias respecto a la diferenciación entre memoria implícita y explícita
A partir del estudio de pacientes amnésicos se derivan otras pruebas que indican una separación entre las memorias implícita y explícita. Uno de los métodos de diferenciación surge a partir del efecto de la profundidad en el procesamiento. En un estudio de 1981 realizado por Jacoby y Dallas, se les proporcionó a los sujetos una lista de palabras y se les pidió que realizaran diversas actividades sobre ellas. Para alguna de estas palabras, se les pidió a los sujetos que interactuaran con ellas de un modo relativamente superficial, por ejemplo, contando el número de letras de cada palabra presentada. Para otro grupo de palabras, los sujetos ejecutaron tareas que requerían un procesamiento más elaborado, como responder a preguntas acerca de su significado. Más adelante, se les aplicó una prueba que evaluaba su capacidad para recordar si una palabra determinada se les había presentado durante la primera fase de la investigación. Dado que la profundidad del procesamiento está directamente relacionada con el recuerdo explícito de una determinada palabra, los participantes mostraron un mejor recuerdo de las palabras con las que habían realizado una tarea que había requerido un procesamiento más profundo. No obstante, cuando se evaluó la memoria implícita mediante la aparición fugaz de palabras en una pantalla, y la petición a los sujetos de que las identificaran, el efecto de primado fue extremadamente similar para las palabras que habían requerido mayor procesamiento y las que habían sido procesadas de un modo más superficial. Esto sugiere que la memoria implícita no depende de la profundidad del procesamiento, como ocurre en el caso de la memoria explícita.
El mismo estudio también evaluó el efecto que tenía sobre la memoria un primado auditivo seguido de una fase de reconocimiento con estímulos visuales. En este caso, existió un ligero declive del efecto de primado. No obstante, en las pruebas de identificación de memoria implícita, el efecto de primado se vio severamente reducido por el cambio en la modalidad sensorial entre la fase de estudio y la fase de prueba.
Un estudio posterior mostró que los intentos de interferir en el recuerdo de una lista de palabras impactó significativamente en la capacidad de los sujetos para reconocer las palabras en una prueba de reconocimiento explícito, pero esta interferencia no tuvo el mismo efecto en el caso de las pruebas de recuerdo implícito. El hecho de que la interferencia se produzca con mayor facilidad sobre la memoria explícita que sobre la implícita es una prueba más del diferente funcionamiento de ambos tipos de memoria. Además, parece no haber una correlación estadística entre la capacidad de una persona para recordar explícitamente una lista de palabras y su capacidad para usar de modo inconsciente el efecto de primado para ayudarse en la identificación de palabras que le han sido presentadas previamente. Todos estos resultados indican firmemente que la memoria implícita existe como entidad independiente, con sus propios sistemas de procesamiento que difieren significativamente de los sistemas que rigen el funcionamiento de la memoria explícita. 